# Pfau (Sternbild)
Der Pfau (lateinisch Pavo) ist ein Sternbild des Südhimmels.

## Beschreibung

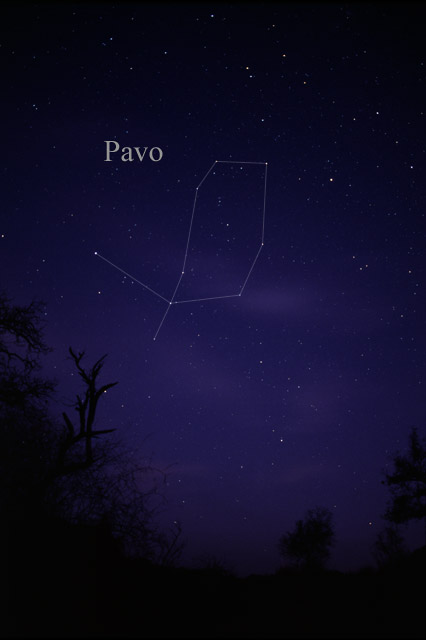
Das Sternbild Pavo, wie es mit dem bloßen Auge gesehen werden kann.

Der Pfau ist ein wenig markantes Sternbild westlich des Südlichen Dreiecks. Der Hauptstern α Pavonis ist mit
1,94m auffallend hell. Die übrigen Sterne gehören der 3. und 4. Größenklasse an.
Im Pfau steht der auffällige Kugelsternhaufen NGC 6752.

## Geschichte
Der Pfau gehört zu den Sternbildern, die Ende des 16. Jahrhunderts von den niederländischen Seefahrern Pieter Dirkszoon Keyser und Frederick de Houtman eingeführt wurden. Johann Bayer übernahm ihn in seinen 1603 erschienenen Himmelsatlas Uranometria.

## Himmelsobjekte

### Sterne
Wegen der südlichen Lage haben die Sterne keine Flamsteed-Bezeichner.
| B   | Namen o. andere Bezeichnungen | Größe | Lj   | Spektralklasse |
| --- | ----------------------------- | ----- | ---- | -------------- |
| α   | Peacock                       | 1,94m | 183  | B2 IV          |
| β   |                               | 3,42m | 138  | A5 IV          |
| δ   | Delta Pavonis                 | 3,55m | 19,9 | G8 IV          |
| η   |                               | 3,61m | 371  | K1 III         |
| κ   |                               | 3,91m | 544  | F2 Ib-II       |
| ε   |                               | 3,97m | 106  | A0 V           |
| ζ   |                               | 4,01m | 210  | K2 III         |
| γ   |                               | 4,21m | 30   | F6 V           |
| λ   |                               | 4,22m | 1812 | B2 II-III      |
| π   |                               | 4,33m | 139  | Am             |
| ξ   |                               | 4,35m | 420  | M1 III         |
| ν   |                               | 4,63m | 479  | B8 III         |
| φ1  |                               | 4,75m | 90   | F1 III         |
| 400 | HR 7012                       | 4,78m | 95   | A7 V           |
| ρ   |                               | 4,86m | 195  | Fm             |
| ο   |                               | 5,06m | 889  | M2 III         |
| φ2  |                               | 5,11m | 79   | F8 V           |
| ω   |                               | 5,14m | 516  | K1 III-IV      |
| υ   |                               | 5,14m | 841  | B8 V           |
| 400 | HR 7587                       | 5,24m | 302  | B9.5 IV        |
| 400 | HR 7221                       | 5,31m | 120  | G8 / K0 III/IV |
| μ2  |                               | 5,32m | 235  | K2 IV CN       |
| 400 | SX                            | 5,34m | 396  | M5 III         |
| 400 | HR 7498                       | 5,39m | 135  | A4 III         |
| σ   |                               | 5,41m | 305  | K0 III         |
| 400 | HR 7531                       | 5,41m | 260  | A0 IV          |
| ι   | Iota Pavonis                  | 5,47m | 58   | G0 V           |

Alpha Pavonis (auch Peacock (englisch für Pfau) genannt) ist ein 183 Lichtjahre entfernter, bläulich leuchtender Stern der Spektralklasse B2 IV mit der vierfachen Leuchtkraft unserer Sonne.

### Veränderliche Sterne
| Stern          | Größe        | Periode    | Typ                         |
| -------------- | ------------ | ---------- | --------------------------- |
| Lambda Pavonis | 3,4 bis 4,3m |            | Unregelmäßig Veränderlicher |
| Kappa Pavonis  | 3,9 bis 4,7m | 9,092 Tage | Cepheide                    |
| R              | 7 bis 14m    | 230 Tage   | Mira-Typ                    |
| T              | 7 bis 14m    | 244 Tage   | Mira-Typ                    |

Lambda Pavonis ist ein 1812 Lichtjahre entfernter Veränderlicher Stern, dessen Helligkeit sich ohne erkennbare Regelmäßigkeit verändert.
Kappa Pavonis ist ein 544 Lichtjahre entfernter Veränderlicher vom Typ der Cepheiden. Seine Helligkeit ändert sich regelmäßig während eines Zeitraumes von etwa 9 Tagen.
R und T Pavonis sind Veränderliche vom Typ Mira. Ihre Helligkeit ändert sich sehr stark über Zeiträume von 230 bzw. 244 tagen.

### NGC-Objekte
| NGC  | sonstige | Größe | Typ              | Name |
| ---- | -------- | ----- | ---------------- | ---- |
| 6684 |          | 10,4m | Galaxie          |      |
| 6744 |          | 8,4m  | Galaxie          |      |
| 6752 |          | 5,4m  | Kugelsternhaufen |      |

NGC 6744 ist eine Galaxie in 25 Millionen Lichtjahren Entfernung. In einem Teleskop mittlerer Größe erscheint sie als ovaler nebliger Fleck. Auf Fotografien sind beeindruckende Spiralstrukturen erkennbar.
NGC 6752 ist ein 18.000 Lichtjahre entfernter Kugelsternhaufen. Er ist der vierthellste Kugelsternhaufen am Nachthimmel und bietet im Teleskop einen beeindruckenden Anblick.